# Side-stick

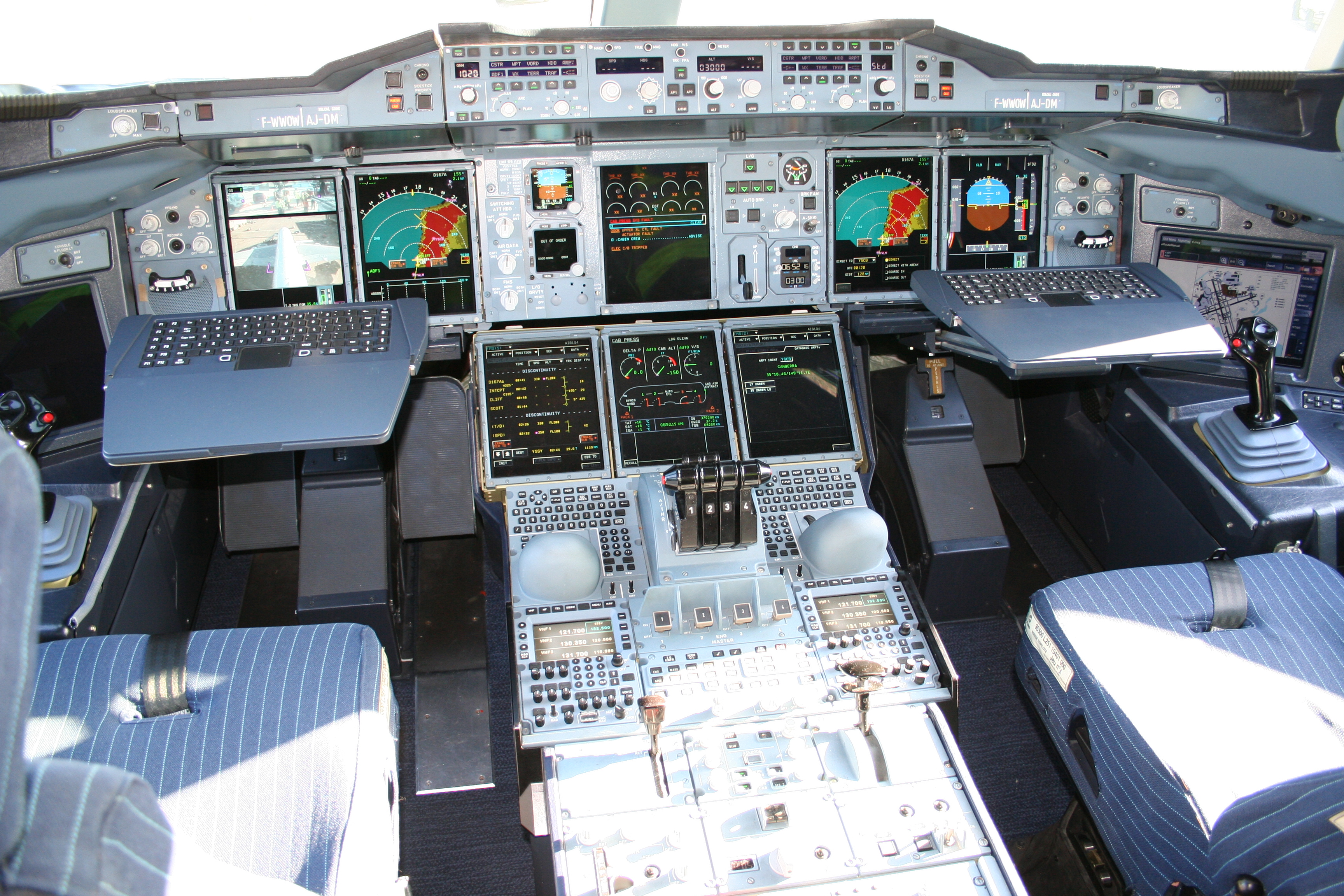
Il cockpit di un Airbus A380 in cui è ben visibile a destra il sidestick

Il sidestick, in italiano "barra laterale", è un organo di pilotaggio per aeromobili basato sulla tecnologia "by wire", ovvero a impulsi elettronici. Differisce dalla classica cloche poiché non si trova al centro delle gambe del pilota e presenta un aspetto e una struttura profondamente differente. 
Il sidestick è utilizzato nella maggior parte degli aerei moderni, essendo molto più pratico e comodo per i piloti ed è in grado di  comunicare correttamente con il computer di bordo che esegue le manovre da esso impartite. Gli aerei più conosciuti in campo civile ad utilizzare il sidestick sono gli aeromobili Airbus (A320, A380, A350 XWB, A330) aerei in campo militare quali F-16 e  F-35.